# Picture Post
Picture Post byl prominentní fotožurnalistický časopis vydávaný ve Spojeném království v letech 1938–1957. Je považován za průkopníka fotožurnalistiky a měl tehdy okamžitý úspěch, dosáhl prodeje 1 600 000 výtisků týdně po dobu šesti měsíců. Říkalo se, že je to „magazín Life“ ve Spojeném království. Postoj časopisu byl liberální, antifašistický a populistický, od svého vzniku Picture Post vedl kampaň proti pronásledování Židů v nacistickém Německu. 

## Historie
Dne 26. listopadu 1938 vydal fotopříběh s názvem Zpátky do středověku, fotografie Adolfa Hitlera, Josepha Goebbelse a Hermanna Göringa byly dány do kontrastu s tvářemi těch vědců, spisovatelů a herců, kteří byli perzekvováni.
Prodej Picture Post se zvyšoval i během druhé světové války a do prosince 1943 časopis dosáhl 1 950 000 výtisků týdně. Do konce roku 1949 jich bylo 1 422 000.
Mezi nejlepší fotografy časopisu patřili Gerti Deutsch, Kurt Hutton, Felix Man, Francis Reiss, Thurston Hopkins, John Chillingworth, Grace Robertson a Leonard McCombe (McCombe později přešel do magazínu Life).
Na podzim roku 1935 začal spolupracovat na přípravách tohoto časopisu také Alfred Eisenstaedt. S úplnou samozřejmostí do něho vnášel reportérský styl, běžný v Německu již několik let, avšak stále narážel na nepochopení veřejnosti. Po pár letech, konkrétně v září roku 1938, se podařilo Alfredu Eisenstaedtovi prolomit vlnu nesouhlasu. Napomohl tomu právě vznik londýnského časopisu Picture Post, jehož obrazový redaktor Stefan Lorant a reportér Felix H. Man se spolu s Eisenstaedtem řadí k tvůrcům moderní fotoreportáže. Po tomto zlomovém okamžiku vytvořil Eisenstaedt až tisíc osm set reportáží, pomocí nichž poznaly miliony čtenářů život filmových hvězd, vědců, hudebníků, korunovaných hlav, ale i obyčejných lidí. Spolupráce s časopisem dala vzniknout portrétům např. Sophie Loren či Ernesta Hemingwaye.
V roce 1949 podepsal smlouvu s Picture Post také Werner Bischof, člen agentury Magnum Photos.
V tomto časopise publikoval také český fotograf Václav Jírů, podobně jako i v jiných magazínech (London News, London Life, Sie und Er, Zeit im Bild).